# Verdrag biologische wapens
Het Verdrag biologische wapens (Convention on the prohibition of the development, production and stockpiling of bacteriological (biological) and toxin weapons and on their destruction), behelst een wereldwijd verbod op de ontwikkeling, de productie en het aanleggen van voorraden van bacteriologische (biologische) en toxinewapens. Tevens regelt het verdrag de vernietiging van deze wapens.
Het verdrag is op 10 april 1972 tot stand gekomen (Trb. 1972, 142) en in 1981 door Nederland geratificeerd.

## Oprichtingsstatuut
Het verdrag vormt tevens het oprichtingsstatuut voor de Organisatie voor het Verbod op Biologische Wapens. Den Haag is in de race als zetel en vestigingsplaats voor deze organisatie.